# Tricoryna minor
Tricoryna minor är en stekelart som först beskrevs av Girault 1934.  Tricoryna minor ingår i släktet Tricoryna och familjen Eucharitidae. Inga underarter finns listade i Catalogue of Life.